# サイソムブーン県
サイソムブーン県（サイソムブーンけん）はラオスのクウェーン（県、ラーオ語: ແຂວງ）のひとつ。2006年以前はサイソムブーン特別区（サイソムブーンとくべつし、ラーオ語: ເຂດພິເສດໄຊສົມບູນ）が設置されていた。
サイソムブーン特別区（ເຂດພິເສດໄຊສົມບູນ）は、ラオス北東部に1994年から2006年まで存在していた行政区分であり、特別区（ເຂດພິເສດ）に指定されていた。反政府武装勢力が存在しているといわれ、国道バスが武装勢力に襲撃される事件が相次ぎ、軍が実質的な統治を行っていた。
この行政区分は治安上の理由から、1994年6月のラオス人民革命党政治局決議27号に基づき、同年7月27日にシエンクアーン県、ヴィエンチャン県、ボーリカムサイ県の各県の一部を分離させた上で設置され、国防省の直轄下に置かれた。
2004年9月23日、ホーム郡とローンサーン郡は、ホーム郡の名前で合併し、ヴィエンチャン県に編入された。2005年6月27日、プーン郡とサイソムブーン郡は、サイソムブーン郡の名前で合併した。2006年1月13日、サイソムブーン郡はヴィエンチャン県に編入、タートーム郡はシエンクアーン県に編入され、同特別区は廃止された。
2013年12月13日に第7期第6回国民議会 (ラオス)にてサイソムブーン県の設置が承認され、2013年12月31日サイソムブーン特別区はサイソムブーン県として復活した。

## 行政区分
現在はアヌヴォン郡（旧ビエンチャン県サイソンブン郡）を県都としている。
ホーム郡はアヌヴォン郡とロンチェン郡に分割され、またヴァンヴィエン郡のポーンパ村区が新県に編入された。
1. 1801 アヌヴォン郡（英語版）(Anouvong,ອານຸວົງສ໌)
2. 1804 ホーム郡（Hom,ໝື່ນ)
3. 1805 タートーム郡（Thathom,ທ່າໂທມ）
4. 1803 ローンサーン郡(Longsane,ລ້ອງຊານ)
5. 1802 ロンチェン郡（Longcheng,ລ້ອງແຈ້ງ)

### 2006年以前
1. ホーム郡
2. サイソムブーン郡
3. タートーム郡

### 2004年以前
1. 1803 ホーム郡(Hom)
2. 1804 ローンサーン郡(Longsane)
3. 1805 プーン郡(Phun)
4. 1802 タートーム郡(Thathom, ເມືອງທ່າໂທມ)
5. 1801 サイソムブーン郡(Xaysomboun, ໄຊສົມບູນ)

## 地理
ラオス最高峰のプービア山(2823m)がサイソムブーン郡中心部より5km地点に位置する。

## 経済
サイソムブーン県は96村、12065世帯、81,801人（うち女性39,070人）で構成される。
ラオスの中でも最も経済の遅れた県であり、2013/14年度のGDP成長率は5.5%、一人あたりGDPは990ドルである。GDPの内訳では農業セクター47.74%、工業セクター26.39%、サービスセクター25.87%と農業、特に焼畑農業による陸稲栽培を中心としている。なお、2014/15年度としてはGDP成長率を9-10%、一人あたりGDPを1206ドルとする計画である。
2014年では貧困世帯が2000世帯（全体の18.07%)を占める貧困県である。
水資源が豊富で水力発電ダムの開発が進んでおり、ナムリックダム、ナムグム2ダム等、676MWが完成している。また今後はナムプアンダム、ナムバーク1ダム、ナムバーク2ダム、ナムグム3ダム、ナムパイダム、ナムギアプ1ダム、ナムギアプ2ダム、ナムマン1ダム、ナムチアンダムなどの開発が計画されている。

## 民族
モン族が60%、低地ラーオ族が26%、カム族が18%を占める。

## 政治
2013年12月31日から初代県知事としてソムバット・イェイリフー氏が県知事に就任した。
また、サイソムブーン県の新設に当たり、2014年1月31日には第18選挙区が設置された。
またこれに伴い、第10選挙区（ヴィエンチャン県）から3名（カムデング・シラヴォング氏、ドゥアングディ・ウタッチャック氏、オーンシー・センスック氏）、第7選挙区（サイニャブリ県）から1名（チャンタノーム・ヴォンソムチット氏）の議員が異動し、4名がサイソムブーン県の国会議員に任命された。

## 観光
観光資源はプービア山や、その麓にあるアヌヴォン王洞窟などの自然や、ロンチェンなどの秘密戦争時の戦跡がある。
2015年12月から観光年を開始する計画である。

## 治安
サイソムブーン県及び旧サイソムブーン特別区はラオスで最も治安の悪い地域である。特に、国道1D号線を除けば反政府武装勢力が活動しており、これらの地域では不測の事態に巻き込まれる可能性がある。また、同県北部の山岳地帯は依然として治安状況が不透明なので不測の事態に巻き込まれる可能性が高い。
過去に反政府勢力とみられるグループとラオス人民軍との間で戦闘が発生したとの情報があるほか、バス又はバスターミナルを狙った爆発事件や乗客等への襲撃事件等が発生している。また、首都ヴィエンチャンを中心に置き引き、侵入盗、ひったくりが多発しており、日本人も多数被害に遭っているほか、最近では銃器を使った犯罪も増加している。